# Phryxus abdominalis
Phryxus abdominalis är en kräftdjursart som först beskrevs av Henrik Nikolai Krøyer 1840.  Phryxus abdominalis ingår i släktet Phryxus och familjen Bopyridae. Inga underarter finns listade i Catalogue of Life.